# Henri Estienne

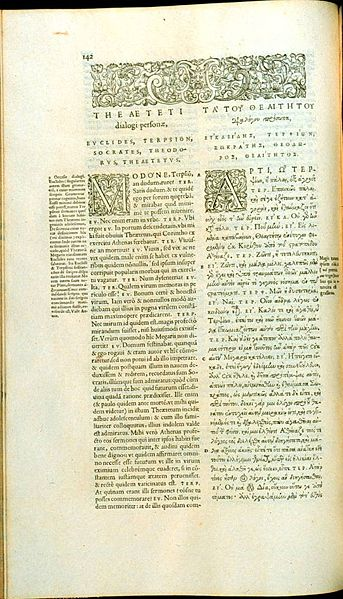
Página del Diálogo de Teeteto de Platón, impreso por Henri Estienne en 1578

Henri Estienne, también conocido como Henricus Stephanus y como Henry Stephens (París, 1531-Lyon,marzo de 1598) fue un impresor francés del siglo XVI, hijo mayor del también impresor y humanista Robert Estienne.

## Biografía
Henri mostró interés desde su juventud por las lenguas clásicas y recibió una educación esmerada. A los diecinueve años realizó un viaje a Italia, Inglaterra y Flandes, donde se dedicó a buscar y adquirir manuscritos para la imprenta de su padre.
En 1554 publicó en París su primer trabajo independiente, el Anacreon. Cuando volvió a Italia, para ayudar a la imprenta aldina en Venecia, descubrió una copia de la Bibliotheca Historica de Diodoro Sículo en Roma y volvió a Génova en 1555.
En 1557 al parecer se estableció con una imprenta propia, y se presentó como  typographus parisiensis. Al año siguiente asumió el título de illustris viri Hudrici Fuggeri typographus de parte de su patrón, Ulrich Fugger. 
En 1559 asumió la dirección de la imprenta de su padre, y se distinguió como el recopilador, publicador y editor de manuscritos. Trabajos suyos de obras de  Atenágoras, Aristóteles y Esquilo aparecieron en 1557. Diodoro Sículo en 1559; Jenofonte en 1561; Sexto Empírico en 1562; Tucídides en 1564; y Heródoto en 1566 y 1581. Su edición completa de los diálogos de Platón en 1578 es la base de la paginación de Stephanus que actualmente se tiene por estándar, así como su edición de Plutarco. Mejoró traducciones antiguas o realizó nuevas al latín de diversos autores griegos.

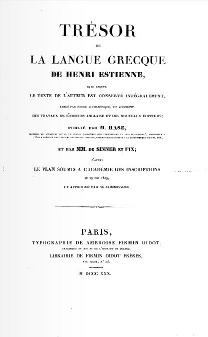
Portada de una reedición de 1830 del Thesaurus linguae graecae (Ed.: Firmín Didot, París).

Su más famosa obra, el Thesaurus linguae graecae fue usado como base por los lexicógrafos del siglo XIX para sus diccionarios. Apareció en 1572, con un suplemento con cuatro tomos y un suplemento de dos más. El nombre de esta obra se tomó para el Thesaurus Linguae Graecae (TLG), un instituto de investigación de la Universidad de California para la conservación de textos griegos desde la antigüedad.
De entre las ediciones del Nuevo Testamento griego que salieron de su imprenta, se ha de mencionar el de Beza con su comentario. Otra que contiene el texto Peshitta apareció en 1569. En 1565, publicó una versión de la Biblia en francés. Sus propias ediciones del Nuevo Testamento (1576 y 1587) son notables; el más antiguo texto que contiene un tratado científico sobre el griego usado por los evangelistas; también un comentario sobre las divisiones antiguas del texto. Realizó la división de la Biblia en los versículos, tal como se hoy se conoce, basado en la división en capítulos realizado tres siglos antes por Stephen Langton. En 1594 publicó una concordancia del Nuevo Testamento. Antes ya había traducido el catecismo de Calvino al griego, texto que fue impreso en 1554.
Henri se casó tres veces, y tuvo catorce hijos, tres de los cuales le sobrevivieron. Su hijo Paul, nacido en 1567, del que se sabe más bien poco, asumió el control de las imprentas. Dos de los hijos de Paul fueron impresores: José en La Rochelle y Antoine, que fue Impresor del Rey en París en 1613.